# La Ville-aux-Bois-lès-Dizy
La Ville-aux-Bois-lès-Dizy ist eine französische Gemeinde mit 203 Einwohnern (Stand 1. Januar 2022) im Département Aisne in der Region Hauts-de-France (vor 2016 Picardie). Sie gehört zum Arrondissement Vervins, zum Kanton Vervins und zum Gemeindeverband Portes de la Thiérache.

## Geographie
Die Gemeinde La Ville-aux-Bois-lès-Dizy liegt im Süden der Thiérache, 24 Kilometer südlich von Vervins und 31 Kilometer nordöstlich von Laon. Nachbargemeinden von La Ville-aux-Bois-lès-Dizy sind Chaourse im Norden, Lislet im Osten, Dizy-le-Gros im Südosten, Boncourt im Süden sowie Clermont-les-Fermes im Westen.

## Geschichte
Die Gemeinde wurde am 1. Januar 2017 durch Erlass der Präfektur aus dem Arrondissement Laon in das Arrondissement Vervins eingegliedert.

### Bevölkerungsentwicklung
| Jahr                       | 1962 | 1968 | 1975 | 1982 | 1990 | 1999 | 2011 | 2022 |
| -------------------------- | ---- | ---- | ---- | ---- | ---- | ---- | ---- | ---- |
| Einwohner                  | 323  | 300  | 229  | 204  | 210  | 205  | 175  | 203  |
| Quellen: Cassini und INSEE |      |      |      |      |      |      |      |      |

## Sehenswürdigkeiten
- Kirche Saint-Fiacre-et-Saint-Blaise

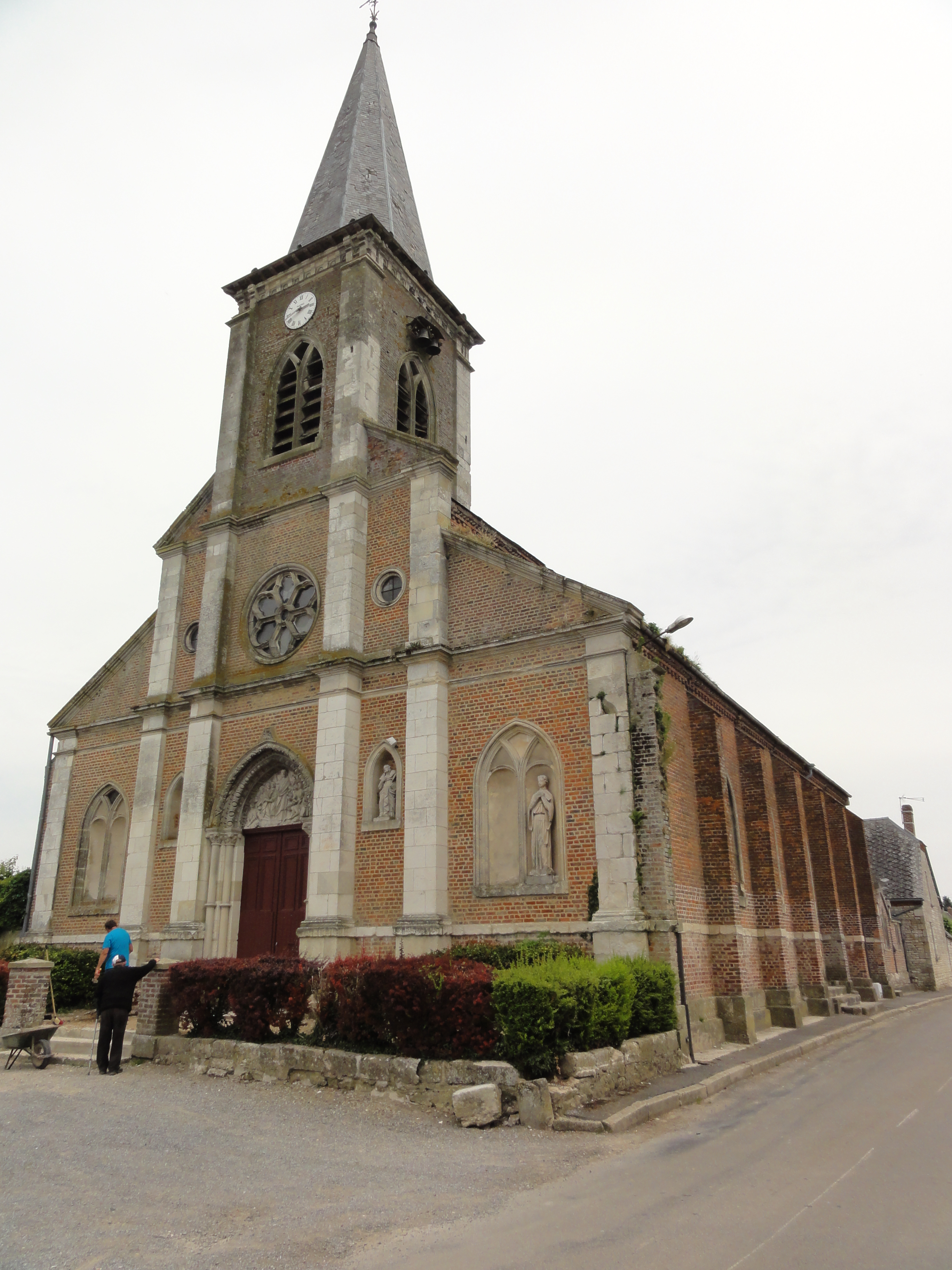
Kirche Saint-Fiacre-et-Saint-Blaise

- Wasserturm

## Wirtschaft und Infrastruktur
Im Südwesten des fast baumlosen Gemeindeareals hat La Ville-aux-Bois-lès-Dizy mit vier Windkraftanlagen einen Anteil an einem interkommunalen Windpark.